# Torsten Hiltmann
Torsten Hiltmann (* 1976) ist ein deutscher Historiker.

## Leben
Von 1994 bis 2000 studierte Hiltmann mittelalterliche Geschichte, Philosophie und Psychologie in Dresden. Nach der Promotion 2005 an der EPHE und der TU Dresden unter Betreuung von Michel Pastoureau und Gert Melville (thèse de co-tutelle) war er von 2013 bis 2019 Juniorprofessor am Historischen Seminar der Universität Münster. Seit 2020 ist er Professor für Digital History an der Humboldt-Universität zu Berlin.

## Schriften (Auswahl)
- als Herausgeber: Les ‚autres‘ rois. Études sur la royauté comme notion hiérarchique dans la société au bas Moyen Âge et au début de l'époque moderne. München 2010, ISBN 978-3-486-59141-5.
- Spätmittelalterliche Heroldskompendien. Referenzen adeliger Wissenskultur in Zeiten gesellschaftlichen Wandels. München 2011, ISBN 978-3-486-59142-2.
- als Herausgeber mit Laurent Hablot: Heraldic artists and painters in the Middle Ages and early Modern Times. Ostfildern 2018, ISBN 3-7995-1253-5.
- als Herausgeber mit Miguel Metelo de Seixas: Heraldry in Medieval and Early Modern State-Rooms. Ostfildern 2020, ISBN 978-3-7995-1440-8.
- als Herausgeber mit Melanie Althage, Martin Dröge und Claudia Prinz: Digitale Methoden in der geschichtswissenschaftlichen Praxis. Fachliche Transformationen und ihre epistemologischen Konsequenzen, Konferenzbeiträge der Digital History 2023, Berlin, 23.-26.5.2023, Berlin 2023 (DOI 10.5281/zenodo.8319631).